# Cryptolaimus cylindricollis
Cryptolaimus cylindricollis är en rundmaskart som beskrevs av Nathan Augustus Cobb 1933. Cryptolaimus cylindricollis ingår i släktet Cryptolaimus och familjen Linhomoeidae. Inga underarter finns listade i Catalogue of Life.